# Topici
I Topici (in greco antico: Τοπικά?; in latino Topica) è il nome dato a una delle sei opere di Aristotele sulla logica note collettivamente come Organon.

## Struttura
Il trattato presenta l'arte della dialettica, con l'invenzione e la scoperta di argomenti in cui le proposizioni si basano su opinioni o endoxa comunemente condivise (ἔνδοξα in greco). Gli ἔνδοξα sono luoghi comuni della ragione su cui coloro che contestano coscienziosamente (tutti gli uomini, la maggior parte degli uomini, i saggi, la maggior parte dei saggi o i più conosciuti tra i saggi) concordano in linea di principio - cioè ciò che è "consacrato" (prendendo in prestito un termine religioso affine) dall'opinione o credenza tra coloro che si impegnano nella disputa.
I topoi (τόποι) sono "luoghi" da cui tali argomenti possono essere scoperti o inventati.
Il libro I è introduttivo, volto com'è a stabilire una serie di principi preliminari sui quali debba procedere l'argomentazione dialettica. 
Questo trattato si propone di trovare un metodo che ci renda capaci di ragionare deduttivamente, a partire da endossa, su tutti i temi che ci si possono presentare; così quando dovremo affrontare un argomento non diremo nulla che sia contrario. (...) Dobbiamo subito osservare che, per tutte le distinzioni che abbiamo fatto, come per quelle che faremo in seguito, approfondiremo il discorso fino al punto in cui lo abbiamo fatto fin qui, poi ci fermeremo e non andremo oltre: il nostro obiettivo, infatti, non è di dare per ciascuno degli oggetti delle nostre distinzioni una descrizione rigorosa e del tutto esatta; vogliamo soltanto presentarle sommariamente, perché pensiamo che questo sia ampiamente sufficiente. L’obiettivo che vogliamo raggiungere, infatti, è che si possa riconoscere subito di che tipo di ragionamento si tratta. 
Dopo aver definito il ragionamento dialettico (sillogismo) e averlo distinto dal sillogismo dimostrativo, controverso e (si potrebbe dire) "pseudo-scientifico", Aristotele nota l'utilità dell'arte della dialettica, quindi stabilisce quattro basi (accidente, proprietà, genere, definizione) da cui procede l'invenzione di tale ragionamento. Successivamente chiarisce vari sensi di "uguaglianza", come attinenti direttamente al solito carattere di tali argomenti. Le proposizioni dialettiche e i problemi dialettici sono caratterizzati. Poi sono descritti gli ὄργανα (órgana) o "mezzi" con i quali si possono ottenere gli argomenti, visti come la fornitura di proposizioni, la scoperta del numero di sensi di un termine, la scoperta delle differenze, 
l'indagine sulle somiglianze.
Sono, infine, illustrati e spiegati i metodi e le motivazioni per raggiungere ciascuno di questi scopi.
Il libro II è dedicato a una spiegazione di argomenti in cui un "accidente" (vale a dire un attributo non essenziale o un attributo che può o non può appartenere) è previsto da un argomento.
Il libro III riguarda i luoghi comuni da cui è possibile discutere delle cose rispetto al fatto che siano "migliori" o "peggiori".
Il libro IV tratta del "genere": come viene trovato e quali sono le fonti dell'argomentazione a favore e contro l'attribuzione di un genere.
E qualora sia posto il genere di qualcuna delle cose che sono, prima di tutto bisogna guardare a tutte le cose che sono congeneri a questa che è stata detta, e osservare se il genere non si predica di qualcuna di esse, nello stesso modo in cui si è fatto per l’accidente; per esempio, se genere del piacere è stabilito essere il bene, per vedere se qualche piacere non è bene; se infatti questo è vero, è chiaro che il bene non è genere del piacere. Il genere infatti si predica di tutto ciò che è compreso sotto la stessa specie 
Il libro V discute la base della "proprietà", che è attribuibile solo a un argomento particolare e non è un attributo essenziale. La proprietà è suddivisa in essenziale e permanente, rispetto a relativa e temporanea.
Il libro VI descrive la "definizione" e i numerosi mezzi che possono essere usati per attaccare e/o difendere una definizione.
Libro VII è una breve ricapitolazione della "definizione" e "uguaglianza", e mette a confronto le varie difficoltà di argomenti che formano, sia pro e truffa, sulle altre basi di disputa dialettica.
Il libro VIII (libro finale) è un lungo excursus che contiene suggerimenti e alcuni trucchi sulla tecnica di organizzazione e consegna dell'una o dell'altra parte della disputa verbale.
Per quanto riguarda la datazione, anche per i Topici vale la stessa incertezza che avvolge l'intero Corpus aristotelicum. Tuttavia, si può affermare che «alcune parti dei Topici, che non contengono alcun riferimento alla teoria del sillogismo, devono essere state composte anteriormente agli Analitici primi. Si tende così, quasi unanimemente, a considerare i Topici come il primo trattato dell'Organon, per il fatto che essi sembrano essere il riflesso immediato delle forme e dei contenuti delle discussioni che devono aver avuto luogo nell'Accademia».

## Importanza e eredità
I Topici di Aristotele erano stati tradotti dal greco in latino da Cicerone nei Topica, ripresi dall'Institutio logica di Galeno (I sec. d.C.) e commentati da Alessandro di Afrodisia all'inizio del III secolo. Il commento di Cicerone fu ripreso da Temistio nella sua parafrasi dei Topica di Aristotele e successivamente nel De topicis differentiis, trattato in sei libri di Boezio.